# 김포외국어고등학교
김포외국어고등학교(金浦外國語高等學校)는 대한민국 경기도 김포시 월곶면 갈산리에 있는 사립 외국어고등학교이다.

## 학교 연혁
- 2004년 11월 11일 : 학교법인 김포학원 설립 인가
- 2005년 10월 8일 : 설립자 전병두 이사장 취임
- 2005년 10월 8일 : 김포외국어고등학교 설립 인가 (영어과 4, 일어과 2, 중국어과 2)
- 2006년 3월 2일 : 초대 조한승 교장 취임
- 2006년 3월 2일 : 개교 및 제1회 입학식
- 2009년 2월 13일 : 제1회 졸업식 (277명 8학급)
- 2023년 1월 14일 : 제15회 졸업식(176명 8학급, 누적졸업생 총 3,240명)
- 2023년 3월 2일 : 제7대 김진성 교장 취임

## 설치 학과
- 영어과
- 중국어과
- 일본어과

## 참고 자료
- 김포외국어고등학교 - 한국교육학술정보원 학교알리미